# Călugăreni (okręg Neamț)
Călugăreni – wieś w Rumunii, w okręgu Neamț, w gminie Poiana Teiului. W 2011 roku liczyła 71 mieszkańców.